# Gaius Aurelius Cotta (Konsul 252 v. Chr.)
Gaius Aurelius Cotta († nach 231 v. Chr.) entstammte dem römischen Plebejergeschlecht der Aurelier. Während des Ersten Punischen Kriegs war er 252 und 248 v. Chr. Konsul. 241 v. Chr. übte er das Amt eines Zensors aus.

## Leben
Gaius Aurelius Cotta, der seine Gens in die römische Nobilität einführte, war nach der Filiationsangabe der Fasti Capitolini der Sohn eines Lucius Aurelius, während sein Großvater das gleiche Pränomen wie er selbst, nämlich Gaius, führte.
Über die frühen Ämter von Cottas cursus honorum ist nichts bekannt. Das höchste Amt (Konsulat) erreichte er erstmals im Jahr 252 v. Chr., wobei er Publius Servilius Geminus zum Amtsgenossen erhielt. Beide Konsuln sollten auf Sizilien den Kampf gegen die Punier fortführen. Cotta eroberte auf dieser Insel zunächst Thermae Himerae. Anschließend lieh er sich Schiffe von Hieron II. von Syrakus, vereinigte sie mit den Resten der römischen Flotte und segelte nach Lipara. Dort schritt er an die Belagerung der gleichnamigen Stadt. Als er sich dann nach Messana begab, ließ er zur Fortsetzung der Belagerung den Tribunen Publius Aurelius Pecuniola zurück und schärfte diesem ein, unter keinen Umständen militärische Operationen durchzuführen. Dennoch wollte der Tribun in Abwesenheit des Konsuls Lipara einnehmen, welcher Versuch aber misslang und viele Römer das Leben kostete. Nach seiner Rückkehr ließ Cotta deshalb den ungehorsamen Tribunen auspeitschen und degradieren. Daraufhin gelang ihm selbst die Erstürmung der Stadt. Auch sonst übte er unter seinen Truppen strenge Manneszucht. Für seine militärischen Leistungen wurde ihm nach Ausweis der Triumphalakten ein Triumph über die Karthager und Sikelioten bewilligt, den er am Ende seines Amtsjahrs abhielt.
Vier Jahre nach seinem ersten Konsulat wurde Cotta 248 v. Chr. noch einmal Konsul, wiederum mit seinem früheren Amtskollegen Publius Servilius Geminus. Erneut erhielten beide Konsuln die Leitung des Krieges auf Sizilien übertragen, ohne dass ihnen dabei bemerkenswerte Taten gelangen. So war ihre Belagerung der auf der Westspitze der Insel gelegenen Städte Lilybaeum und Drepana von keinem Erfolg gekrönt.
241 v. Chr. amtierte Cotta gemeinsam mit Marcus Fabius Buteo als Zensor. Schließlich fungierte er 231 v. Chr. als Magister equitum des bereits hochbetagten Diktators zur Abhaltung der Wahlen, Gaius Duilius. Danach liegt über Cotta keine Überlieferung mehr vor.